# إيزو سيتيدين
الإيزو سيتيدين (بالإنجليزية: Isocytidine)‏ هو نوكليوسيد صناعي قاعدته النيتروجينية إيزو سايتوسين وسكره هو الريبوز. وهو مماكب للسيتيدين تم فيه تبديل مكاني المجموعتين الوظيفيتين الكربونيل والأمين.
|             |                   |
| سيتيدين، س. | إيزو سيتيدين، سإ. |

يمكن إيزو سيتيدين أن يشكل زوج قواعد واتسون-كريك مع الإيزو غوانوسين، ويستخدم في المخابر في دراسة مضاهئات الأحماض النووية الصناعية التي تحتوي على أزواج القواعد إيزو غوانين-إيزو سايتوسين.